# Ró-Ró
Pedro Miguel Carvalho Deus Correia (Algueirão - Mem Martins, 6 de agosto de 1990), conhecido como Ró-Ró, é um jogador de futebol que joga no Al Sadd SC como zagueiro central.
Nascido em Portugal, naturalizado ele representa a seleção do Catar.

## Carreira
Nascido em Algueirão – Mem Martins, Sintra, Portugal de ascendência cabo-verdiana, Ró-Ró jogou em vários clubes quando jovem. O seu primeiro grande feito que veio iluminar a sua carreira foi numa partida entre o Mem Martins e o SL Benfica. Apesar do clube encarnado ter goleado o Mem Martins por uma diferença grande, Ró-Ró teve uma exibição notável. Marcou o único golo do Mem Martins nessa partida, lágrimas de felicidade, a maneira emocionante como festejou o golo marcou os espectadores. Sem dúvida que no momento do golo, Ró-Ró pressentiu que o Benfica viria a contacta-lo. No SL Benfica passou quase cinco temporadas. Ele fez sua estreia sênior com o SC Farense na quarta divisão, mudando a temporada seguinte para outra equipe nesse nível, o SC Mineiro Aljustrelense.
Em janeiro de 2011, Ró-Ró deixou o seu país natal e assinou pelo Al Ahli SC no Catar. Ele marcou seu primeiro gol contra o Al Kharaitiyat SC em 07 de janeiro de 2012, mas em uma derrota 2-4.
Apareceu em apenas seis partidas em sua primeira temporada completa, e sua equipe também foi rebaixada da Qatar Stars League. Ele se juntou a equipe do Al Sadd SC em 2016 e, após sua chegada, revelou seu interesse em jogar pelo time nacional do Catar. Ele marcou pela primeira vez no campeonato para a equipe de Jesualdo Ferreira em 12 de dezembro daquele ano, contribuindo para uma demolição de 8-0 em casa do Umm Salal SC.
Ró-Ró fez sua estreia pela Catar em 29 de Março de 2016, a partir de uma perda afastado 0-2 a China para os 2018 FIFA World Cup eliminatórias.

### Metas internacionais
A partir de 23 de dezembro de 2017 (a pontuação do Catar é listada primeiro, a coluna de pontuação indica a pontuação após cada gol de Ró-Ró) 
| Não | Encontro               | Local                                           | Oponente | Ponto | Resultado | Concorrência              |
| --- | ---------------------- | ----------------------------------------------- | -------- | ----- | --------- | ------------------------- |
| 1   | 23 de dezembro de 2017 | Al Kuwait Sports Club, Cidade do Cuaite, Cuaite | Iemen    | 4 –0  | 4–0       | 23ª Taça do Golfo Arábico |

## Títulos
Al-Ahli
- Segunda Divisão do Catar: 2012–13

Al-Sadd
- Liga do Catar: 2018–19, 2020–21, 2021–22
- Copa do Catar: 2017, 2020, 2021
- Copa do Emir do Catar: 2017, 2020, 2021
- Supercopa do Catar: 2017, 2019
- Copa das Estrelas do Catar: 2019–20

Seleção Cabo-Verdiana
- Jogos da Lusofonia: 2009

Seleção Catari
- Copa da Ásia: 2019, 2023

## Ligações Externas
- Perfil de QSL (em inglês)
- Ró-Ró em National-Football-Teams.com (em inglês)